# Aire d'attraction de Saint-Florentin
L'aire d'attraction de Saint-Florentin est un zonage d'étude défini par l'Insee pour caractériser l’influence de la commune de Saint-Florentin sur les communes environnantes. Publiée en octobre 2020, elle se substitue à l'aire urbaine de Saint-Florentin, qui comportait 3 communes dans le zonage de 2010.

## Définition
L'aire d'attraction d'une ville est composée d’un pôle, défini à partir de critères de population et d’emploi ainsi que d’une couronne constituée des communes dont au moins 15 % des actifs travaillent dans le pôle. Le pôle d’attraction constitue ainsi un point de convergence des déplacements domicile-travail,.

## Géographie
L’aire d'attraction de Saint-Florentin est une aire inter-régionale qui comporte 19 communes : 17 situées dans l'Yonne et 2 dans l'Aube (Courtaoult et Racines). 

### Carte

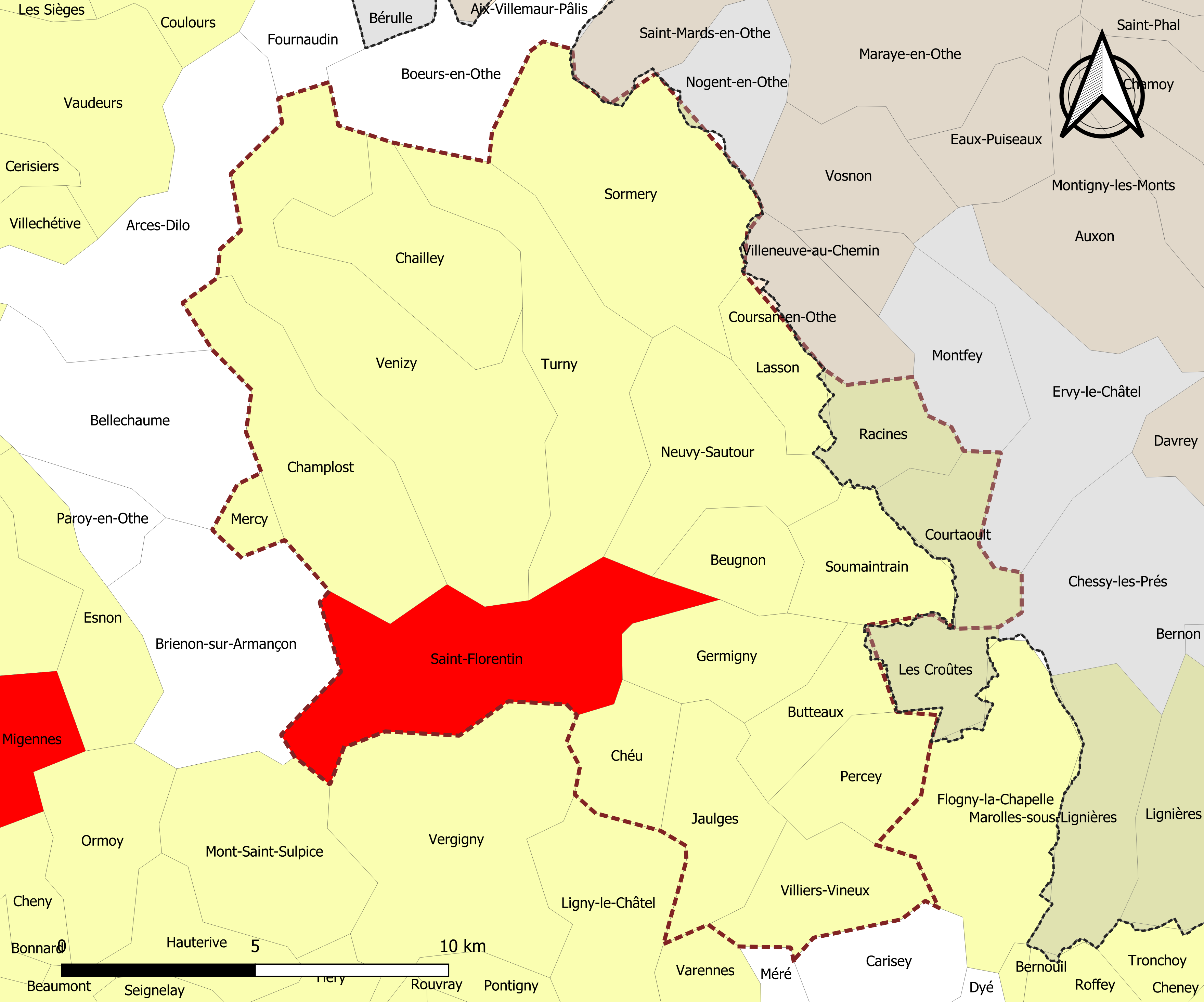
Carte de l'aire d'attraction de Saint-Florentin.
Commune-centre
Commune de la couronne

### Composition communale
| Nom                              | Code Insee | Département | Statut                 | Superficie (km2) | Population (dernière pop. légale) | Densité (hab./km2) | Modifier                                    |
| -------------------------------- | ---------- | ----------- | ---------------------- | ---------------- | --------------------------------- | ------------------ | ------------------------------------------- |
| Saint-Florentin (commune-centre) | 89345      | Yonne       | commune-centre         | 28,60            | 4 230 (2022)                      | 148                | modifier les données · modifier les données |
| Courtaoult                       | 10108      | Aube        | commune de la couronne | 8,36             | 90 (2022)                         | 11                 | modifier les données · modifier les données |
| Racines                          | 10312      | Aube        | commune de la couronne | 7,50             | 177 (2022)                        | 24                 | modifier les données · modifier les données |
| Beugnon                          | 89041      | Yonne       | commune de la couronne | 7,70             | 286 (2022)                        | 37                 | modifier les données · modifier les données |
| Butteaux                         | 89061      | Yonne       | commune de la couronne | 7,55             | 255 (2022)                        | 34                 | modifier les données · modifier les données |
| Chailley                         | 89069      | Yonne       | commune de la couronne | 16,51            | 525 (2022)                        | 32                 | modifier les données · modifier les données |
| Champlost                        | 89076      | Yonne       | commune de la couronne | 22,94            | 779 (2022)                        | 34                 | modifier les données · modifier les données |
| Chéu                             | 89101      | Yonne       | commune de la couronne | 7,61             | 532 (2022)                        | 70                 | modifier les données · modifier les données |
| Germigny                         | 89186      | Yonne       | commune de la couronne | 11,87            | 531 (2022)                        | 45                 | modifier les données · modifier les données |
| Jaulges                          | 89205      | Yonne       | commune de la couronne | 12,35            | 431 (2022)                        | 35                 | modifier les données · modifier les données |
| Lasson                           | 89219      | Yonne       | commune de la couronne | 7,07             | 142 (2022)                        | 20                 | modifier les données · modifier les données |
| Mercy                            | 89249      | Yonne       | commune de la couronne | 2,66             | 77 (2022)                         | 29                 | modifier les données · modifier les données |
| Neuvy-Sautour                    | 89276      | Yonne       | commune de la couronne | 19,06            | 881 (2022)                        | 46                 | modifier les données · modifier les données |
| Percey                           | 89292      | Yonne       | commune de la couronne | 9,56             | 248 (2022)                        | 26                 | modifier les données · modifier les données |
| Sormery                          | 89398      | Yonne       | commune de la couronne | 30,56            | 386 (2022)                        | 13                 | modifier les données · modifier les données |
| Soumaintrain                     | 89402      | Yonne       | commune de la couronne | 10,61            | 212 (2022)                        | 20                 | modifier les données · modifier les données |
| Turny                            | 89425      | Yonne       | commune de la couronne | 24,87            | 650 (2022)                        | 26                 | modifier les données · modifier les données |
| Venizy                           | 89436      | Yonne       | commune de la couronne | 43,68            | 846 (2022)                        | 19                 | modifier les données · modifier les données |
| Villiers-Vineux                  | 89474      | Yonne       | commune de la couronne | 11,18            | 282 (2022)                        | 25                 | modifier les données · modifier les données |

## Démographie
Cette aire est catégorisée dans les aires de moins de 50 000 habitants, une catégorie qui regroupe 12,2 % de la population au niveau national.